# الإمام (مسلسل)
مُسَلْسَلُ الْإِمَامِ أو مُسَلْسَلُ ابْنِ حَنْبَلٍ أو مُسَلْسَلُ أَحْمَدَ بْنِ حَنْبَلٍ، هو مسلسلٌ تِلفازيٌّ تاريخيٌّ ضخم، من إنتاج مؤسسة قطر للإعلام، التي تولَّت تنفيذ العمل بالتعاون مع شركة البراق القطرية للإنتاج الإعلامي، الذي أُعِدَّ وأُنتِجَ للعرض الرمضاني 1438هـ/2017م بمشاركة أكثر من سبعين ممثلًا وممثلة من سبع دول عربية. نُفِّذ المسلسل بالتوثيق والمعالجة الدِراميّة والإخراج السينمائي، واستغرق إنتاجه أكثر من سنتين بين عامي 2015 و2016م، واستغرق التصوير أزيد من سنة كاملة.
يروي المسلسل سيرة رابع أئمة المسلمين من أهل السنة والجماعة، أحمد بن حنبل، وما زامنها من أحداث من بداية حياته الأسرية والاجتماعية حتى بَدأ حياته العلمية في طلب العلم الشرعي من الحديث النبوي والقرآن الكريم إلى وفاته. ويستعرض المسلسل مُدّة حكم الدولة العباسية بما شهدته من أحداث، وفتوحات إسلامية، وظهور المعتزلة، وبروز محنة خلق القرآن، وتصدي الإمام أحمد بن حنبل لها.
حدَثَ تنفيذ المسلسل وتصويره في لبنان وتركيا. وتطلب إنتاج المسلسل بناء تصميمات كاملة للمدن التي جرت فيها أحداث المسلسل، مثل: مكة المكرمة، وعمُّوريَّة، وبَغداد، ومواقع المعارك التي خاضتها الدولة العباسية. وأطلقت الجهة المنتجة موقعًا إلكترونيًّا رسميا للتعريف بالمسلسل بأربع لغات مختلفة: العربية، والإنجليزية، والتركية، والفرنسية. بثَّته قناة قطر الحكومية حصريًّا على شاشتها في شهر رمضان 2017م.
وجدير بالذكر أن المسلسل كان من المقرر أن يجهز للعرض خلال شهر رمضان 1436هـ/2016م، إلا أن ظروف الحصول على تأشيرات دخول للممثلين السوريين المشاركين بالعمل حالت دون ذلك، حيث قصدت الشركة المنتجة دولًا عدّة للتصوير كانت أولها المغرب، ثم الجزائر، والهند، وأوزبكستان، وإسبانيا، ليستقر الأمر أخيرًا على تركيا ولبنان، حيث صُوِّر المسلسل بينهما بعد فترات طويلة من التأجيل.
المسلسل من إخراج عبد الباري أبو الخير، وتأليف وسيناريو وحوار محمد اليساري، ويشارك فيه مجموعة من الممثلين السوريين والعرب، منهم: الفنان السوري مِهْيار خضور  الذي جسّد شخصية الإمام أحمد بن حنبل، والفنان السوري سلوم حداد الذي جسد دور الخليفة هارون الرشيد، والفنانة جيانا عيد التي جسّدت شخصية أم الإمام أحمد، والفنانة قمر خلف، والفنان قاسم ملحو، والفنان مهند قطيش، والفنان محمد خير الجراح، والفنانة مرح جبر التي جسّدت دور زوجة الإمام أحمد، والفنانة روعة ياسين، وغيرهم من الفنانين.

## نبذه عن الإمام أحمد بن حنبل
أبو عبد الله أحمد بن محمد بن حنبل الشيباني الذهلي (164-241هـ / 780-855م) فقيه ومحدِّث مسلم، ورابع الأئمة الأربعة عند أهل السنة والجماعة، وصاحب المذهب الحنبلي في الفقه الإسلامي. اشتُهر بعلمه الغزير وحفظه القوي، وكان معروفاً بالأخلاق الحسنة كالصبر والتواضع والتسامح، وقد أثنى عليه كثير من العلماء منهم الإمام الشافعي، ويُعدُّ كتابه «المسند» من أشهر كتب الحديث وأوسعها.
وُلد أحمد بن حنبل سنة 164هـ في بغداد ونشأ فيها يتيماً، وقد كانت بغداد في ذلك العصر حاضرة العالم الإسلامي، تزخر بأنواع المعارف والفنون المختلفة، وكانت أسرة أحمد بن حنبل توجهه إلى طلب العلم، وفي سنة 179هـ بدأ ابن حنبل يتَّجه إلى الحديث النبوي، فبدأ يطلبه في بغداد عند شيخه هُشَيم بن بشير الواسطي حتى توفي سنة 183هـ، فظل في بغداد يطلب الحديث حتى سنة 186هـ، ثم بدأ برحلاته في طلب الحديث، فرحل إلى العراق والحجاز وتهامة واليمن، وأخذ عن كثير من العلماء والمحدثين، وعندما بلغ أربعين عاماً في سنة 204هـ جلس للتحديث والإفتاء في بغداد، وكان الناس يجتمعون على درسه حتى يبلغ عددهم قرابة خمسة آلاف.
اشتُهر ابن حنبل بصبره على المحنة التي وقعت به والتي عُرفت باسم «فتنة خلق القرآن»، وهي فتنة وقعت في العصر العباسي في عهد الخليفة المأمون، ثم المعتصم والواثق من بعده، إذ اعتقد هؤلاء الخلفاء أن القرآن مخلوق محدَث، وهو رأي المعتزلة، ولكن ابن حنبل وغيره من العلماء خالفوا ذلك، فحُبس ابن حنبل وعُذب، ثم أُخرج من السجن وعاد إلى التحديث والتدريس، وفي عهد الواثق مُنع من الاجتماع بالناس، فلما تولى المتوكل الحكمَ أنهى تلك الفتنة إنهاءً كاملاً. وفي شهر ربيع الأول سنة 241هـ، مرض أحمد بن حنبل ثم مات، وكان عمره سبعاً وسبعين سنة.

## القصة والأحداث
تدور أحداث المسلسل في إطار درامي تاريخي حيث يناقش المسلسل السيرة الذاتية لحياة الإمام أحمد بن حنبل رابع الأئمة الأربعة عند أهل السنة والجماعة حيث يستعرض المسلسل العديد من الأحداث التي وقعت خلال الدولة العباسية أيام حكم الخليفة هارون الرشيد  حيث يسلط المسلسل الضوء على بغداد، ليرصد طابع الحياة الاجتماعية فيها، كما ركز على الطبقة الفقيرة حيث ترعرع أحمد بن حنبل، وكذلك الطبقة الوسطى، إضافة إلى التركيز على بعض الفتوحات الإسلامية زمن هارون الرشيد، وظهور المعتزلة، وصراع الأمين والمأمون على السلطة، ويأخذ المسلسل ثلاثة جوانب في طريقة سرد الأحداث والوقائع. فسلط الضوء أولاَ: على الحياة الشخصية للإمام والبيئة الاجتماعية في بغداد، وثانياَ: نظام الحكم السياسي الذي كان سائدا آنذاك، وثالثاَ: بعض القصص والروايات والوقائع التاريخية التي حدثت في حياة الإمام.

### الجانب الشخصي والاجتماعي
الرواية التاريخية للمسلسل تبدأ من مرحلة شبابة ودراستة وعلمه ويستحضر أيضاَ البيئية التي عاش فيها الإمام أحمد سنة (179 هـ) في بغداد ومنها، معاناته الشديدة في كسب الرزق والعيش والفقرالذي كان فيه، كذلك يسلط الضوء على اهتماماته بالشعر الأدبي وطلب العلم وقوته في اللغة العربية وحرصه على تحصيل العلم الشرعي وعلى اهتمام والدته بتربيته وحثه على طلب علم الحديث، ومنعه من العمل للتفرغ للعلم، ثم رحلاته في طلب العلم إلى الكوفة والبصرة والحجاز والتقاؤه بشيوخ عصره، كذلك يستعرض قصة بروزه بعد وفاة الإمام الشافعي.
ويتضمن المسلسل تفاصيل درامية عن صفاته وسلوكه وحياته وزواجه وما واجهه من صعوبات وابتلاءات وما صادفه من أحداث وأشخاص أثر بهم أو تأثروا به، وكذا آراؤه وعلمه وفقهه، وقصة دخوله وخروجه من السجن وصراعاته الفكرية المتكررة ونقاشاته مع المخالفين، كذلك يسلط الضوء على انتشار الفرق الدينية والجدلية الفكرية الفقهية، ويظهر المسلسل انتهاج الإمام الدقة والاتباع ورفض القياس إلا في الضرورة وتجنبه الرأي وكانت له بعض المبررات أبرزها سيطرة المعتزلة وكثرة الفرق والفتن دفعته للعودة إلى أصول الحديث والتثبت فيها والتزام نهج القرآن.
كذلك يسلط الضوء على خوض الإمام أحمد مع المأمون والمعتزلة في مسألة القول بخلق القرآن والتي جرّت على الإمام أحمد السجن والتعذيب في سجون النظام العباسي وإخضاعه للإقامة الجبرية وسخط بني عباس عليه من المأمون ومن بعده الخليفة المعتصم بالله ومن بعده الواثق بالله، إذ اعتقد هؤلاء الخلفاء أن القرآن مخلوق محدَث، وهو رأي المعتزلة، ولكن الإمام وغيره من العلماء خالفوا ذلك، فحبس أحمد بن حنبل وعُذب، ثم أُخرج من السجن وبعدها عاد إلى الحديث والتدريس، وفي عهد الواثق مُنع من الاجتماع بالناس، فلما تولى المتوكل على الله الحكمَ أنهى تلك الفتنة إنهاءً كاملاً، كذلك يروي المسلسل الرحلات والسفريات التي قام بها الإمام إلى العراق والحجاز وتهامة واليمن، وأخذ عن كثير من العلماء والمحدثين العلم، كذلك يستعرض مرحلة بلوغه الأربعين عاماً سنة 204هـ حيث جلس للحديث والإفتاء في بغداد، ومن ثم استمراره في نشر العلم حتى وفاته عام 241 هـ.

### الجانب السياسي ونظام الحكم
أما الشق الثاني من أحداث المسلسل فيلقي الضوء على الجانب السياسي ببغداد في فترة حكم هارون الرشيد وصراعه مع البرامكة وموقف الأمة من رفض امبراطور الروم نقفور الأول دفع الجزية ورسالة هارون الرشيد له، وكذا التركيز على بعض الفتوحات الإسلامية في عصره، ومنها معركة عمورية التي انتصرت فيها الجيوش الإسلامية وأيضاً صراع الأمين والمأمون على السلطة بعد وفاة هارون الرشيد ثم وفاة المأمون وتولي المعتصم بالله الحكم.

### الجانب الدرامي والوقائع التاريخية
أما الشق الثالث فهو من بعض القصص والروايات والوقائع التاريخية التي حدثت في عهد الإمام أحمد والتي تم توظيفها في المسلسل بصورة درامية ومنها، قصة ضياع الفتاتين فوز وشاهيناز عن أبيها التاجر الذي فقدهما بأسواق بغداد مستعرضاً بعد ذلك فترة زواجهما والتقائهما ببعضهما، وكذلك قصة فرج ووالدته الذَيْن عانا من الفقر الشديد، وكان فرج يمتهن السرقة لكسب العيش مستعرضاً بعد ذلك عمله في مهنة صناعة السروج، وبعدها عمله مع وزير هارون الرشيد الفضل بن الربيع لنقل أخبار مدينة بغداد للخليفة قبل انضمامه للمعتزلة، وكذلك يستعرض قصة عامر وأمه وزوجته كأسرة مضطربة دائمة الخلاف فيما بينها.

## الشروع في العمل

### الإنتاج

الغلاف الرسمي لمسلسل الإمام أحمد بن حنبل

بدأ العمل على إنتاج المسلسل بشكل فعلي من بداية سنة 2015 حسب ما ذكرته مؤسسة قطر للإعلام فقد كان المسلسل معدا للعرض الرمضاني 2016 ولكن تم تأجيله بقرار من تلفزيون قطر الجهة الرسمية المنتجة للمسلسل ، بسبب تعرض المسلسل وفريق العمل لعدة صعوبات وعقبات حالة بين إكمال تصوير المسلسل الذي كان من المقرر تصويره في سبع دول مختلفة، وبإنتاج ضخم تطلب بناء ديكورات كاملة للمدن التي جرت فيها أحداث المسلسل، مثل مكة المكرمة وعمورية وبغداد ومواقع المعارك التي خاضتها الدولة العباسية، والأحداث والمواقع الأبرز التي سجلتها سيرة الإمام أحمد بن حنبل.
مسلسل الإمام من تأليف محمد اليساري الذي أعاد كتابة السيناريو والحوار أربع مرات  على مدار عامين كاملين قبل البدء فيه ، وقد أشرف على تدقيق ومراجعة الأحداث والوقائع التاريخية 3 مشايخ شرعيين ومتخصصين لتكون الروايات والأحداث صحيحة ، وقام على إخراج المسلسل المخرج السوري عبد الباري أبو الخير، وقام على إخراج المعارك حسام محمد الحمد ، وقام على تنفيذ المعارك[ ؟ ] المخرج محمد مكيه، بالتعاون مع فريق المعارك من شركة RGB GROUP، كما عمل على إنتاج المسلسل مجموعة من الشركات فكان الإنتاج والتمويل لمؤسسة قطر للإعلام، وتنفيذ الإنتاج لشركة البراق للإنتاج والإعلام، وقام على الخدمات الإعلامية ومعدات التصوير شركة D&B MEDIA التركية ، وتنفيذ الخدمات الفنية لشركة المها للإنتاج الفنى، وأشرف على الإنتاج استديوهات شركة (PRIME FOCUS WORLD) الهندية[ ؟ ] المتخصصة في صناعة الأفلام وإنتاجها، وتم تنفيذ المونتاج وتصحيح الألوان لشركة (DFS)، وتم إطلاق عرض المسلسل رسمياً في 27 مايو من عام 2017 باللغة العربية ومن المقرر دبلجة المسلسل لخمس لغات من بينها التركية ولغات آخرى، وقد تم إنتاج المسلسل في ثلاث دول مختلفة: قطر والكويت وسوريا.

### توقف العمل (2016) والصعوبات
أعلنت مؤسسة قطر للإعلام في 2 يونيو 2016 عن توقيف تصوير المسلسل مؤقتًا وتأجيله إلى العرض الرمضاني المقبل (1438 هـ 2017 م)  حرِصاً على أن يظهر بالمستوى المطلوب الذي تم التجهيز له، وصرح المدير التنفيذي لشركة البراق محمد العنزي والمنتج المنفذ للعمل إن التأجيل جاء من إدارة تلفزيون قطر نظراَ لعدم توفر التجهيزات المطلوبة حالياَ للصعود والبدأ بهذا العمل الكبير وحرصاَ على الجودة المطلوبة للمسلسل لكي يظهر بالمستوى المطلوب الذي خطط له، على أن يتم إطلاق المسلسل في رمضان 2017.
ومن الجدير بالذكر أن المسلسل تعرض لمجموعة من الصعوبات كان أولها اعتذر بعض الممثلين السوريين عن المشاركة في المسلسل ومنهم قصي خولي  وغسان مسعود  ورشيد عساف  وسامر المصري الذي كان من المقرر أن يؤدي شخصية هارون الرشيد لكن اعتذر عن الدور بسبب انشغالة بأعمال أخرى ، وأيضاَ واجه صعوبات في أماكن التصوير والبلدان التي يجرى فيها التصوير حيث لاقى المسلسل في بداية الأمر رفض كبير من أكثر من دولة فكان من المقرر تصوير المسلسل في في 7 دول مختلفة ولكن تعذر هذا الأمر على فريق العمل في أغلب الدول المقرر التصوير فيها، وبحسب ماذكر موقع هافينغتون بوست القطري ، أن الشركة المنتجة كانت تنوى تصوير المسلسل في المغرب ولكن تعذر دخول فريق العمل إلى مدينة مراكش وهذا ما دفعها لاختيار أوزباكستان والجزائر كمكانٍ بديل وبعدها إسبانيا والهند كوجهةٍ أخيرة ، ولكن كل تلك الخيارات لم تنجح مما جعل فريق العمل يعمل على استكمال التصوير في تركيا ولبنان بعد فترات طويلة من التأجيل ويعود سبب رفض الدول للتصوير فيها بسبب صعوبة الحصول على تأشيرات دخول للفنانين السوريين المشاركين بالعمل مما أدى إطارا لتأجيل عرض المسلسل سنة كاملة على أن يبدأ فريق العمل الشروع في تصوير المسلسل في مطلع سنة 2016 والانتهاء منه في سنة 2017.

### التصوير
اختارت الجهة المنتجة تصوير المسلسل في الجمهورية اللبنانية والجمهورية التركية  لإطلاق مشروع تصوير المسلسل ووقع الاختيار أولاً على المدينتين التركيتين إسطنبول الواقعة على ضفاف البوسفور والتي بها القصور التاريخية حيث تم تصوير المعارك[ ؟ ] التي نفذت في المسلسل هناك وهما معركتان: الأولى بين هارون الرشيد ونقفور الأول ملك الروم[ ؟ ]، والثانية معركة عمورية والحادثة الشهيرة إثر صرخة المرأة المسلمة وا معتصماه حيث استنجدت بالخليفة المعتصم بالله من الروم[ ؟ ]، فحرك على إثرها المعتصم بالله آنذاك جيشا لنجدتها ، والمدينة الثانية ماردين التي تتربع على سفوح الجبال جنوب شرقي تركيا ، وتتمتع بطابعها التاريخي القديم وأبنتيها العتيقة وطرقاتها المعبدة في القرون الوسطى. وتتميز بوجود الصحراء، والبحار، والجبال، والأنهار، وتتلاءم مع طبيعة بغداد التي عاش فيها الإمام أحمد بن حنبل من حيث ضواحيها والسهول والنخيل والطراز المعماري الذي يمتاز بالآثار القريبة من البناء العباسي والأموي بشكل عام.

## الدول المشاركة في المسلسل
| - الجمهورية العربية السورية - المملكة الأردنية الهاشمية - الجمهورية التونسية - الجمهورية الجزائرية | - المملكة المغربية - المملكة العربية السعودية - الجمهورية اللبنانية - دولة فلسطين |

## الطاقم الإداري والممثلين

### اللجنة الشرعية والمراجعة التاريخية
| اللجنة الشرعية                                                       | المراجعة التاريخية واللغوية                        | التدقيق اللغوي                   | معالجة حوارية     |
| وفق ترتيب الشارة الرسمية للمسلسل                                     |                                                    |                                  |                   |
| -------------------------------------------------------------------- | -------------------------------------------------- | -------------------------------- | ----------------- |
| - الشيخ د. حسن الحسيني - الشيخ. مبارك الكبيسي - د. محمد رفيق الحسيني | - د. مهنى المهني - ذ. سامي العنزي - ذ. موسى الأسود | - ذ. أحمد العجه - ذ. أحمد السالم | - ذ. أيمن الشاذلي |

### الطاقم الإداري والعاملين
| الإشراف العام                    | السيناريو والحوار | الإخراج              | إخراج المعارك تنفيذ إخراج المعارك | مساعد مخرج        | مدراء التصوير                               | التأليف والتوزيع الموسيقي |
| وفق ترتيب الشارة الرسمية للمسلسل |                   |                      |                                   |                   |                                             |                           |
| -------------------------------- | ----------------- | -------------------- | --------------------------------- | ----------------- | ------------------------------------------- | ------------------------- |
| - محمد العنزي - د.محمد الحسيان   | محمد اليساري      | عبد الباري أبو الخير | - حسام محمد الحمد - محمد مكيه     | عبدالله أبو الخير | - سامر واوية - عبد العزيز العنزي - خلف راشد | طارق الناصر               |

### طاقم التمثيل والشخصيات
| اسم الممثل             | الدور واسم الشخصية في المسلسل | البلد    |
| الشخصيات الرئيسية      |                               |          |
| ---------------------- | ----------------------------- | -------- |
| مهيار خضور             | أحمد بن حنبل                  | سوريا    |
| سلوم حداد              | هارون الرشيد                  | سوريا    |
| قاسم ملحو              | أحمد بن أبي دؤاد              | سوريا    |
| عاكف نجم               | الإمام الشافعي                | الأردن   |
| قمر خلف                | فوز                           | سوريا    |
| جيانا عيد              | صفية الشيبانية                | سوريا    |
| بطولة                  |                               |          |
| رامز الأسود            | شفيع                          | سوريا    |
| شادي مقرش              | بدر الكلاعي                   | سوريا    |
| محمود خليلي            | أحمد بن نصر الخزاعي           | سوريا    |
| كفاح الخوص             | فرج                           | سوريا    |
| كرم الشعراني           | محمد بن نوح                   | سوريا    |
| يوسف المقبل            | ثمامة بن الأشرس               | سوريا    |
| حازم زيدان             | صهيب                          | سوريا    |
| سهيل جباعي             | يحيى بن معين                  | سوريا    |
| حمد نجم                | إسحاق بن حنبل                 | الأردن   |
| طارق عبدو              | صالح بن أحمد بن حنبل          | سوريا    |
| محمد مصطفى             | أبو الحسن بن الجهم            | سوريا    |
| يحيى الكفري            | ابن الكلبي                    | سوريا    |
| مهند قطيش              | جعفر بن يحيى البرمكي          | سوريا    |
| مصطفى سعد الدين        | عمرو بن عامر                  | سوريا    |
| باسل حيدر              | إبراهيم بن هانئ النيسابوري    | سوريا    |
| مالك محمد              | أبو بكر المروذي               | سوريا    |
| رنا جمول               | زمردة                         | سوريا    |
| أسيمة يوسف             | ريحانة بنت ريحان              | سوريا    |
| ميريانا معلولي         | شاهيناز                       | سوريا    |
| روبين عيسى             | زبيدة بنت جعفر                | سوريا    |
| نجاح مختار             | سعاد بنت مروان                | سوريا    |
| لوريس قزق              | سلمى                          | سوريا    |
| فاتن شاهين             | أم الشافعي                    | سوريا    |
| عهد ديب                | بثينة                         | سوريا    |
| أميرة خطاب             | أم خالد                       | سوريا    |
| سلوى جميل              | أم مروان                      | سوريا    |
| رجاء يوسف              | أم فرج                        | سوريا    |
| حنان الجابر            | حمدة بنت نافع                 | سوريا    |
| مأمون الفرخ            | الحارث                        | سوريا    |
| غسان عزب               | مسرور                         | سوريا    |
| أدهم مرشد              | مروان                         | سوريا    |
| جمال شقير              | الفضل بن سهل                  | سوريا    |
| محمد حمادة             | فوران                         | سوريا    |
| زياد التواتي           | طالب بن السراج                | تونس     |
| عبد الحليم زريبيع      | عجيف بن عنبسة                 | الجزائر  |
| ايهم مجيد الآغا        | حنظلة                         | سوريا    |
| حامد الضبعان           | سفيان بن عيينة                | السعودية |
| وسيم قزق               | بهلول                         | سوريا    |
| عروة العربي            | خالد أبو ثمامة                | سوريا    |
| فادي الحموي            | يحيى بن أكثم                  | سوريا    |
| فهد السكري             | عمارة بن الأيهم               | سوريا    |
| حمزة أبو الخير         | أبو سرحان                     | سوريا    |
| بالاشتراك مع           |                               |          |
| فادي صبيح              | عبد الله المأمون              | سوريا    |
| خالد القيش             | محمد الأمين                   | سوريا    |
| علي كريم               | إسحاق بن إبراهيم بن مصعب      | سوريا    |
| جمال العلي             | عامر الإسكافي                 | سوريا    |
| فتحي الهداوي           | أبو عبد الله الأرمني          | تونس     |
| ناصر وردياني           | عيسى بن جعفر                  | سوريا    |
| معتصم النهار           | جعفر المتوكل                  | سوريا    |
| يزن السيد              | هارون الواثق                  | سوريا    |
| فائق عرقسوسي           | عبد الله الأذرمي              | سوريا    |
| أحمد منصور             | معروف الكرخي                  | سوريا    |
| ضيوف الحلقات وظهور خاص |                               |          |
| نجاح سفكوني            | يحيى بن خالد البرمكي          | سوريا    |
| تيسير إدريس            | بشر المريسي                   | فلسطين   |
| محمد خير الجراح        | الفضل بن الربيع               | سوريا    |
| بيار داغر              | محمد المعتصم                  | لبنان    |
| مرح جبر                | عباسة بنت الفضل               | سوريا    |
| روعة ياسين             | حسْنْ                           | سوريا    |
| نادرة عمران            | أم عامر                       | الأردن   |
| تمثيل                  |                               |          |
| فرزدق ديوب             |                               | سوريا    |
| مازن الجبه             |                               | سوريا    |
| مروان غريواتي          |                               | سوريا    |
| بسام دكاك              |                               | سوريا    |
| رضوان قنطار            |                               | سوريا    |
| عبد السلام غبور        |                               | سوريا    |
| فادي حموي              |                               | سوريا    |
| طالب عزيز              |                               | سوريا    |
| وائل بشار              |                               | سوريا    |
| نوفل حسين              |                               | سوريا    |
| رنيم شمس               |                               | سوريا    |
| أحمد عيد               |                               | سوريا    |
| خوشناف ظاظا            |                               | سوريا    |
| سمير الطويل            |                               | سوريا    |
| عبدالله أبو الخير      |                               | سوريا    |
| أحمد جمالي             |                               | سوريا    |
| مهران الطويل           |                               | سوريا    |
| مهدي الناصر            |                               | سوريا    |
| أحمد عاطي              |                               | سوريا    |
| مريم عواد              |                               | سوريا    |
| مازن بو علي            |                               | سوريا    |
| أحمد مغنيه             |                               | سوريا    |
| أحمد درويش             |                               | سوريا    |
| ربيع كويس              |                               | سوريا    |
| صالح السلتي            |                               | سوريا    |
| جهاد المنجد            |                               | سوريا    |
| حسين الظاهر            |                               | سوريا    |
| سامر واوية             |                               | سوريا    |
| رياض أغاي              |                               | سوريا    |
| أيهم عساف              |                               | سوريا    |
| منذر إسحق              |                               | سوريا    |
| عبدالكريم الصباح       |                               | سوريا    |
| طه الشامي              |                               | سوريا    |
| الأطفال                |                               |          |
| محمد واوية             |                               | سوريا    |
| طوني الحجة             |                               | سوريا    |
| حيدر واوية             |                               | سوريا    |
| يوسف إسماعيل           |                               | سوريا    |

## شارة البداية والنهاية

### شارة البداية
- الكلمات: من شعر الإمام محمد بن إدريس الشافعي
- لحن: طارق الناصر
- غناء الشارة: يزن الروسان
- تنسيق التدوين الموسيقي: نادين قبعين

### شارة النهاية
- الكلمات: عبد الرحمن العوضي
- غناء الشارة: د. محمد الحسيان
- تأليف وتوزيع موسيقى: م. عصام البني

## قائمة بث الحلقات الرسمية
| رقم الحلقة                                   | أهم أحداث الحلقة                                                                          | مصدر مباشر                           | تاريخ البث الأصلي |
| قائمة العرض الرسمية حسب التسلسل الزمني للعرض |                                                                                           |                                      |                   |
| -------------------------------------------- | ----------------------------------------------------------------------------------------- | ------------------------------------ | ----------------- |
| 1                                            | بحث الإمام عن العمل وعن مستأجر لدكانه، وضياع الأختين فوز وشاهيناز عن أبيهم.               | «الحلقة 1 على تلفزيون قطر»           | 27 مايو 2017      |
| 2                                            | بحث الأب عن الفتاتين الضائعتين، وعمل عامر الإسكافي في دكان الإمام أحمد.                   | «الحلقة 2 على تلفزيون قطر»           | 28 مايو 2017      |
| 3                                            | تبني الخليفة هارون الرشيد للعلم والعلماء، وعزم الأمام أحمد التعلم على يدي أبي يوسف.       | «الحلقة 3 على تلفزيون قطر»           | 29 مايو 2017      |
| 4                                            | وفاة الإمام مالك وحزن الإمام أحمد عليه، وطلب مروان للزواج من شاهيناز.                     | «الحلقة 4 على تلفزيون قطر»           | 30 مايو 2017      |
| 5                                            | تزويج شاهيناز وبحث حنظلة عن مشترٍ لفوز، وتزويج عامر، وبحث الإمام عن عمل.                   | «الحلقة 5 على تلفزيون قطر»           | 31 مايو 2017      |
| 6                                            | وقوف الشافعي أمام الخليفة هارون الرشيد في مسألة الخلاف والخروج عن أمر الخليفة.            | «الحلقة 6 على تلفزيون قطر»           | 1 يونيو 2017      |
| 7                                            | محاولات من أعداء الإمام لبيع دكانه، وحزن أسرة الإمام الشافعي على مكوثة في بغداد.          | «الحلقة 7 على تلفزيون قطر»           | 2 يونيو 2017      |
| 8                                            | تصعيد التحريض على البرامكة عند زبيدة زوجة الخليفة، وجولة الخليفة لتفقد الرعية.            | «الحلقة 8 على تلفزيون قطر»           | 3 يونيو 2017      |
| 9                                            | ظهور المعتزلة والبدع وظهور محنة خلق القرآن ورد الإمام الشافعي عليها.                      | «الحلقة 9 على تلفزيون قطر»           | 4 يونيو 2017      |
| 10                                           | سفر الإمام لطلب العلم عند يزيد بن هارون، واستمرار بحث شاهيناز عن أختها فوز.               | «الحلقة 10 على تلفزيون قطر»          | 5 يونيو 2017      |
| 11                                           | خروج فوز من منزل زمردة وبيعها لأمير الجند شفيع وخدمتها بثينة.                             | «الحلقة 11 على تلفزيون قطر»          | 6 يونيو 2017      |
| 12                                           | رحلة الإمام للحج وطلب العلم في مكة المكرمة، ورسالة نقفور الأول إلى هارون الرشيد.          | «الحلقة 12 على تلفزيون قطر»          | 7 يونيو 2017      |
| 13                                           | إستمرار حرب هارون الرشيد وقتل نقفور الأول وانتصار المسلمين.                               | «الحلقة 13 على تلفزيون قطر»          | 8 يونيو 2017      |
| 14                                           | تولي الأمين السلطة بعد وفاة هارون الرشيد.                                                 | «الحلقة 14 على تلفزيون قطر»          | 9 يونيو 2017      |
| 15                                           | اشتعال شرارة الحرب بين الأمين والمأمون وإرسال الجيوش للحرب والنزاع على السلطة.            | «الحلقة 15 على تلفزيون قطر»          | 10 يونيو 2017     |
| 16                                           | الإستمرار في الحرب بين الأمين والمأمون على السلطة وقتل الأمين.                            | «الحلقة 16 على تلفزيون قطر»          | 11 يونيو 2017     |
| 17                                           | ظهور البدع والفتن وجهر المعتزلة بمعتقدهم الديني في بغداد.                                 | «الحلقة 17 على تلفزيون قطر»          | 12 يونيو 2017     |
| 18                                           | قتل المعتزلة أسامة البكري أبو العباس، ووفاة الإمام الشافعي.                               | «الحلقة 18 على تلفزيون قطر»          | 13 يونيو 2017     |
| 19                                           | استجواب الخليفة المأمون لعلماء بغداد من أهل السنة للقول في خلق القرآن.                    | «الحلقة 19 على تلفزيون قطر»          | 14 يونيو 2017     |
| 20                                           | استدعاء أبو مصعب لعلماء بغداد ومنهم الإمام أحمد للقول بخلق القرآن وسجن الإمام أحمد.       | «الحلقة 20 على تلفزيون قطر»          | 15 يونيو 2017     |
| 21                                           | ترحيل الإمام أحمد ومعه ابن نوح لسجن المأمون وفي طريقه يعلم خبر وفاة المأمون.              | «الحلقة 21 على تلفزيون قطر»          | 16 يونيو 2017     |
| 22                                           | وفاة أبي عبد الرحمن المريسي إمام المعتزلة، وتولي المعتصم بالله الحكم بعد وفاة المأمون.    | «الحلقة 22 على تلفزيون قطر»          | 17 يونيو 2017     |
| 23                                           | مناظرة الإمام أحمد والمعتزلة أمام الخليفة المعتصم بالله وانتصار الإمام عليهم بالحجة.      | «الحلقة 23 على تلفزيون قطر»          | 18 يونيو 2017     |
| 24                                           | إعجاب المعتصم بالله بثبات الإمام ونقضه فتن المعتزلة بالحجة، وتعذيب الإمام بالسجن.         | «الحلقة 24 على تلفزيون قطر»          | 19 يونيو 2017     |
| 25                                           | مرض زوجة الإمام بمرض عضال وحزن الإمام وابنه عليها، وقتل القائد بابك الخرمي.               | «الحلقة 25 على تلفزيون قطر»          | 20 يونيو 2017     |
| 26                                           | تطور الأحداث في بغداد عام 227هـ، ووفاة الخليفة المعتصم بالله وتولي الواثق الحكم.          | «الحلقة 26 على تلفزيون قطر»          | 21 يونيو 2017     |
| 27                                           | اجتماع علماء السنة لوضع حد للمعتزلة لوقف البدع والضلالات، والقيام بالأمر بالمعروف.        | «الحلقة 27 على تلفزيون قطر»          | 22 يونيو 2017     |
| 28                                           | مناظرة الإمام الخزاعي والمعتزلة أمام الواثق، وقطع رأس الإمام الخزاعي على يد الواثق.       | «الحلقة 28 على تلفزيون قطر»          | 23 يونيو 2017     |
| 29                                           | مداهمة منزل الإمام أحمد بأمر من الأمير أبو مصعب للبحث عن طليبة أمير المؤمنين.             | «الحلقة 29 على تلفزيون قطر»          | 24 يونيو 2017     |
| 30                                           | إنفاق الإمام العطية التي أعطاها إياه المتوكل على الفقراء والمساكين من الأنصار والمهاجرين. | «الحلقة 30 على تلفزيون قطر»          | 25 يونيو 2017     |
| 31                                           | مرض الإمام أحمد وتوعك صحته ثم وفاته ناطقاَ الشهادتين.                                      | «الحلقة 31 والأخيرة على تلفزيون قطر» | 26 يونيو 2017     |

## وصلات خارجية
- الموقع الرسمي
- حلقات المسلسل على يوتيوب